# قسم الفقراء (قانون)
قسم الفقراء هو قسم أو يمين من قبل شخص معدم تمامًا أو فقير لا يملك المال أو الممتلكات. الشخص الذي لا يملك القدرة على دفع تكاليف المحكمة، والمعروف أيضًا باسم "المعوز"، لديه خيار أن يقسم يمين الفقير لرفع دعوى قضائية دون دفع رسوم التسجيل. غالبًا ما يستخدم السجناء الذين يتقدمون بإجراءات قانونية قسم الفقير؛ لأن الأشخاص في السجن غالبًا تماما بدون مال أو أي وسيلة للحصول على أي تاريخي،  وخاصة خلال فترة الكساد الكبير، كان قسم الفقير مطلوبا كشرط مسبق لتلقي الرعاية الاجتماعية في الولايات المتحدة. يمين أحد فقراء الفقير يستخدم عند تحديد وضع المعوزين بموجب القانون الفيدرالي الأمريكي كما يلي:
اقسم رسميًا (أو أؤكد) أنني لا أمتلك أي ممتلكات، حقيقية أو شخصية، تتجاوز 20 دولارًا، باستثناء ما هو منصوص عليه في القانون بموجب القانون المدني المعفى من التعرض للديون؛ وأنني لا أمتلك أي ممتلكات أو أخفى بأي شكل من الأشكال، أو يتم التخلص منه بأي شكل من الأشكال، لاستخدامي أو نفعي في المستقبل. "لذا ساعدني الله"، في النهاية، اختياري.